# Ruggiero e Angelica (Krafft)
Ruggiero e Angelica (Rüdiger und Angelica) è un dipinto del pittore tedesco Johann Peter Krafft, realizzato tra il 1842 e il 1843. Il dipinto è conservato all'Accademia di belle arti di Vienna.

## Descrizione

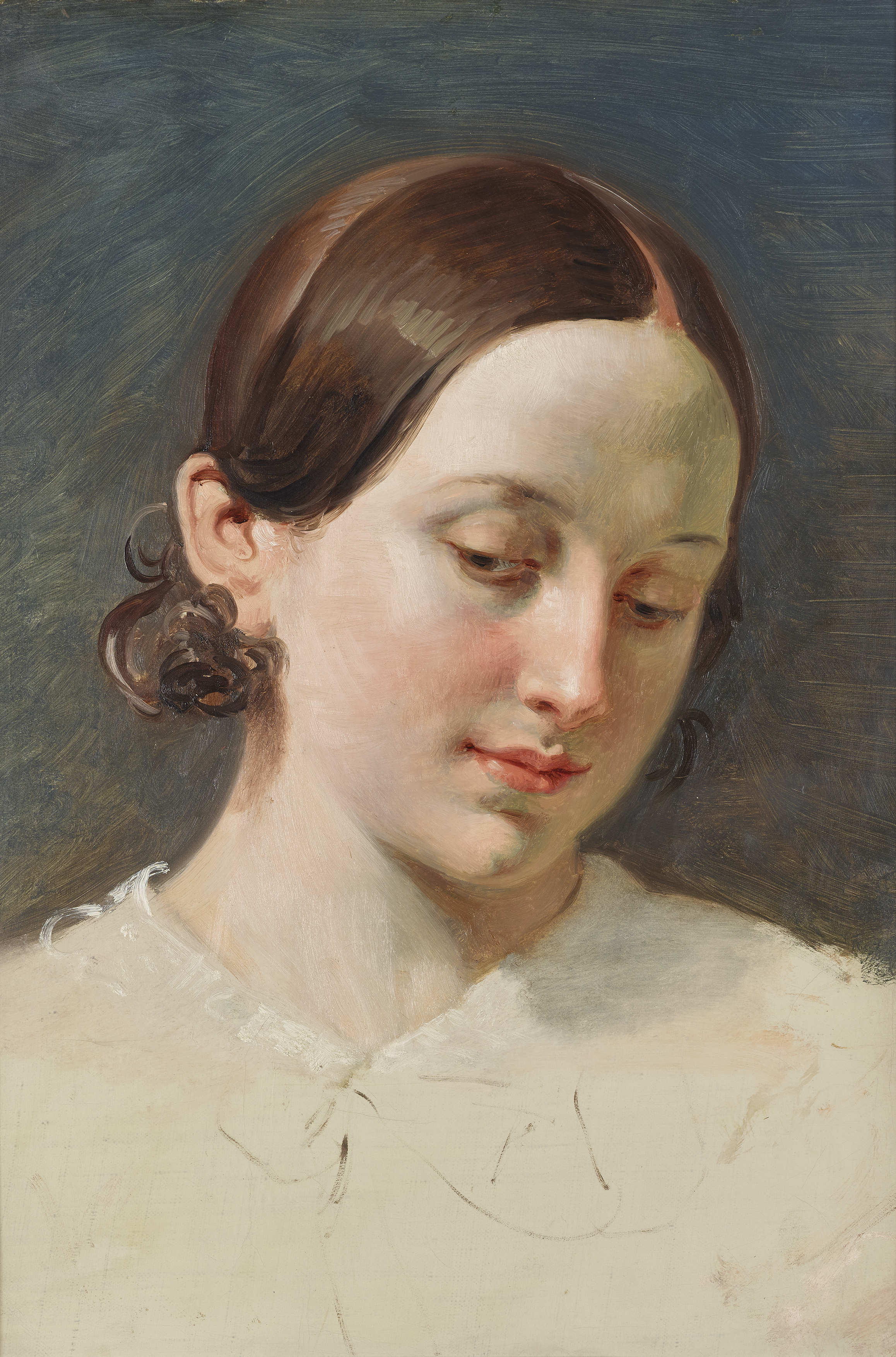
Uno studio della testa di Angelica, conservato alla Galleria del Belvedere di Vienna.

Il soggetto del quadro è tratto da un episodio del poema cavalleresco Orlando furioso scritto da Ludovico Ariosto. La scena si svolge presso alcuni scogli e raffigura il guerriero saraceno Ruggiero in groppa a un Ippogrifo mentre salva Angelica, la principessa del Catai, dalle grinfie dell'Orca di Ebuda, un mostro marino (Angelica era stata offerta in sacrificio all'Orca dagli abitanti dell'isola di Ebuda). In primo piano si nota lo scoglio al quale Angelica era stata legata. In lontananza si nota l'Orca, mentre sullo sfondo, oltre gli scogli, si può scorgere un paesino che si affaccia sul mare.
Nel dipinto finale (visibile qui) il destriero di Ruggiero ha stranamente l'aspetto di un cavallo alato, mentre in uno studio dell'opera, conservato alla Galleria del Belvedere di Vienna, l'animale è un ippogrifo, come viene effettivamente narrato nel poema ariostesco. Inoltre, nel suddetto studio lo scoglio con le corde usate per legare Angelica non è in primo piano, ma è situato sullo sfondo, e l'Orca ha una coda diversa da quella che appare nel dipinto vero e proprio.
Krafft realizzò vari bozzetti dell'opera, inclusi due studi della testa di Angelica, oggi conservati nella Galleria del Belvedere viennese.